# Glockentopf

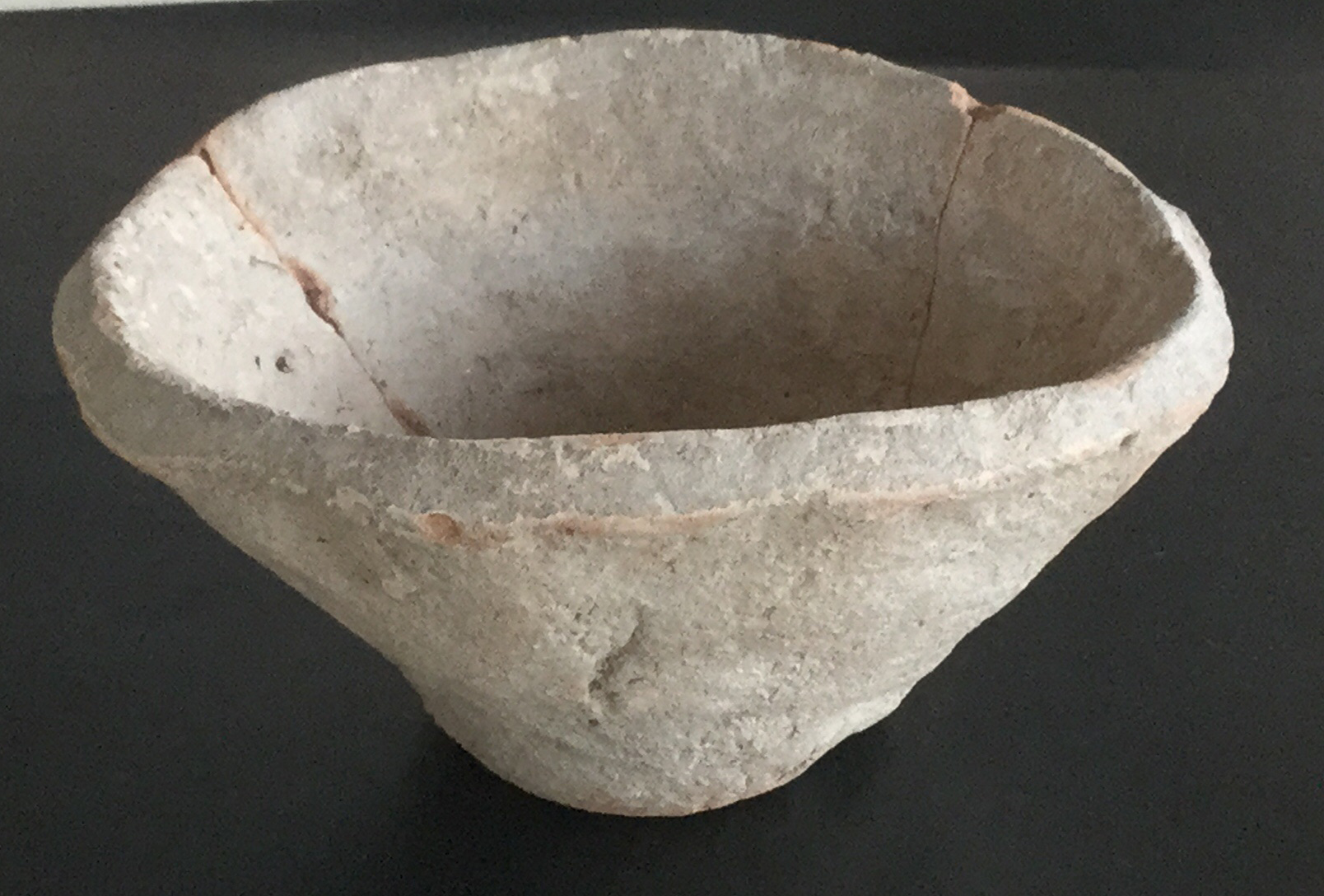
Uruk-zeitlicher Glockentopf aus Habuba Kabira Süd, ca. 3400–3200 v. Chr., Universität Mainz

Glockentöpfe sind kleine, undekorierte, in Massenproduktion hergestellte Tonschalen. Ihre größte Verbreitung finden sie im 4. Jahrtausend v. Chr. Sie stellen etwa drei Viertel des Fundgutes in Fundstätten der Uruk-Kultur dar. Ihr Verbreitungsgebiet reicht von Syrien bis nach Tepe Yahya im heutigen Iran und wird daher als Beleg für eine so genannte Uruk-Expansion herangezogen.

## Aussehen
Glockentöpfe sind normalerweise von einheitlicher Form und weisen keine Dekorationen auf. Sie haben eine Höhe von ca. 10 Zentimetern, der Durchmesser beträgt etwa 9 Zentimeter am Fuß und 18 Zentimeter am oberen Rand. Sie bestehen aus bei niedrigen Temperaturen gebranntem Ton und weisen, verglichen mit anderer Töpferware der Zeit, relativ dicke Wandstärken auf und sind daher bemerkenswert robust.

## Produktion
Auch wenn die genaue Art und Weise der Herstellung unklar ist, wird weithin angenommen, dass sie mithilfe von Formen gefertigt wurden. Eine Fertigung von Hand ist weniger wahrscheinlich. Archäologen, die Repliken dieser Töpfe anfertigten, stellten fest, dass es schwierig ist die typisch glatten Seiten und gut definierte Basis in Handarbeit nachzuahmen. Die Nutzung einer Form bietet daher einen erheblichen Vorteil bei Reproduktion. Auch die hohe Zahl an Glockentöpfen (welche sich oftmals an einer einzigen Fundstelle finden) scheint die Theorie zu unterstützen, da sie eine Massenproduktion erheblich ausführbarer machen als eine Fertigung per Hand. Weiterhin wird diskutiert, ob es portable Formen gab oder ob die Form in den Boden gegraben wurde.

## Nutzung
Es wird zumeist davon ausgegangen, dass Glockentöpfe als Maßeinheit für Getreide- und Öl-Rationen genutzt wurden. Die Rationen waren die Entlohnung der Arbeiter für geleistete Dienste. Diese Idee wird von davon unterstützt, dass die Glockentöpfe eine Ähnlichkeit mit dem Keilschriftzeichen für „Ration“ (NINDA) aufweisen. Weiterhin spricht für die Theorie, dass die Töpfe im Ganzen und in großen Haufen gefunden wurden, als wären sie Einweggüter, sie wurden ein- oder zweimal zur Zuteilung von Rationen genutzt und dann an einem zentralen Punkt abgelegt. Eine andere Theorie besagt, dass die Töpfe zum Brot backen genutzt wurden, welches ebenfalls in diesem Gefäß zugeteilt werden konnte.

## Verbreitung
Glockentöpfe stammen aus der Mitte des 4. Jahrtausends v. Chr. und können als charakteristisches Element der materiellen Kultur der Uruk-Zeit angesehen werden. Mit der Expansion der Uruk-Kultur, verbreitet sich auch die Produktion und Verwendung der Glockentöpfe. Laut Marc Van De Mieroop, gab es Funde im Zagros-Gebirge (z. B. Goldin Tepe, Choga Gavaneh), im Norden (z. B. Tepe Ozbeki, Tepe Sialk), im Zentrum (z. B. Tepe Yahiya) und im Süden des Iran (z. B. Nurabad). Zudem wurden Glockentöpfe an der modernen Küste Pakistans in der Nähe des Golfes von Oman (Miri Qalat) gefunden.